# Juan Loriga y Herrera-Dávila
Juan Loriga y Herrera-Dávila, I conde del Grove (Madrid, 2 de agosto de 1853-Madrid, 8 de marzo de 1929) fue un militar español, preceptor del monarca Alfonso XIII. Participó en la tercera guerra carlista y la guerra de Filipinas y alcanzó el grado de general de Artillería.

## Biografía
Nacido en Madrid el 2 de agosto de 1853, ingresó en la Academia de Artillería el 5 de enero de 1867. Obtuvo reglamentariamente el empleo de alférez alumno en julio de 1870. Por la gracia general de 1868 alcanzó grado de alférez de Ejército. Promovido a teniente de artillería en julio de 1872, por haber terminado con aprovechamiento sus estudios, fue destinado al cuarto regimiento a pie, encontrándose en octubre en las operaciones efectuadas contra la insurrección republicana del arsenal de El Ferrol, en donde después de tomar parte en el combate sostenido el 15 del propio mes, entró el 17. Por sus acciones fue recompensado con el grado de capitán y la cruz roja de primera clase del Mérito Naval. A solicitud propia le fue concedida la licencia absoluta en febrero de 1873, volviendo al servicio el septiembre siguiente, con destino al cuarto regimiento a pie. Desde marzo de 1874, y perteneciendo al Ejército del Norte, operó contra las facciones carlistas, concurriendo los días 25, 26 y 27 del propio mes a las acciones libradas en San Pedro Abanto, por las que se le concedió la cruz roja de primera clase del Mérito Militar; el 27, 28 y 30 de abril a las de las Muñecas y Galdames y el 2 de mayo a la entrada en Bilbao.
Hallándose en la plaza de San Sebastián y destacado en el fuerte de Ametzagaña, prestó diferentes servicios de campaña, asistiendo el 20 de agosto a la acción de Montevideo; el 15 de septiembre a la de Urcabe, por la que fue premiado con el empleo de capitán de Ejército, y el 28 a la de Choritoquieta. Salió para Hernani el 25 de enero de 1876; tomó parte en las operaciones de aquel día, contrabatiendo la batería carlista de Antononea, y continuó en campaña hasta la terminación de la guerra civil en marzo, nombrándosele en mayo ayudante de profesor de la Academia de Artillería. En concepto de recompensa reglamentaria, por el ejercicio del profesorado, le fue concedido en junio de 1880 el grado de comandante. Ascendido por antigüedad a capitán de artillería en enero de 882, se dispuso que continuara en la mencionada academia, como profesor, otorgándosele por sus servicios en la misma la cruz de Carlos III en julio del mismo año.
Por mérito que contrajo escribiendo, en colaboración, un «Tratado de balística», fue agraciado en octubre de 1883 con el grado de teniente coronel. También fue recompensado, por servicios prestados en el profesorado, con el empleo de comandante de Ejército en mayo de 1884.
Ascendió a comandante en 1892. Le fue conferido en mayo de 1894 el cargo de profesor del rey Alfonso XIII, en el que continuó después de su ascenso a teniente coronel, por antigüedad, en julio de 1897, hasta que en septiembre pasó a servir en las islas Filipinas. Por su desempeño en dicho lugar, le fue concedida la encomienda de Carlos III. En enero de 1904 se le nombró ayudante secretario del rey. Se le promovió por antigüedad al empleo de coronel en diciembre de 1905, confirmándose en el expresado cargo de ayudante secretario del monarca, en el que continuaba hacia 1913. Por su comportamiento durante el atentado de que fueron objeto los monarcas el 31 de mayo de 1906, en Madrid, se le concedió la cruz roja de tercera, clase del Mérito Militar. Llegó a ascender a general, en 1913, y ostentó el título nobiliario de conde del Grove.Falleció el 8 de marzo de 1929 en Madrid.